# Distrito de Huayllabamba (Sihuas)
El distrito de Huayllabamba es uno de los diez que conforman la Provincia de Sihuas, ubicada en el Departamento de Ancash, bajo la administración del Gobierno Regional de Áncash, Perú.

## Etimología
El nombre proviene del Runa Simi regional waylla panpa, lo que se traduce al español como la planicie de la pradera.

## Historia
El distrito fue creado mediante Ley del 26 de enero de 1956, en el gobierno del Presidente Manuel A. Odría.
SITIOS ARQUEOLÒGICOS:  
```
 Ciudadela Arqueológica de Población en Sacsay. 
 Ciudadela Arqueológica de Estrella en Sacsay.
 PINTURA RUPESTRE: Letrero,  Huanchi (Registrado por el Ministerio de Cultura)
```

. DECLARADOS PATRIMONIO CULTURAL DE LA NACIÓN EL 28 DE FEBRERO DEL 2005 CON RDN N°  248/INC:
. CIUDADELA DE PIRUROHIRCA (Ahijadero 209 Ha)
. CIUDADELA DE CHOCTAHIRCA (Santa Clara)
. CIUDADELA DE PILLUPILLUHIRCA (Santa Clara)
```
- Declarados Patrimonio Cultural de la Nación con la RD N.º 248/ INC del 28-02-2005:
```

```
 Sitio Arqueológico S/N
 Sitio Arq. Jatún Jirca 
```

Sitio Arqueológico H-27
Sitio Arqueológico Kotosh 
Sitio Arqueológico H-25
```
 Sitio Arqueológico Ahijadero 
 Sitio Arqueológico Mollebamba 
 Sitio Arqueológico Ucto Cocha 
 Sitio Arqueológico Puntajirca 1 
 Sitio Arqueológico Puntajirca 2 
 Sitio Arqueológico Sagramachay 
 Sitio Arqueológico Tuquinga 
 Sitio Arqueológico Ancashcocha 
 Sitio Arqueológico Cerro Chocta Jirca 
 Sitio Arqueológico Gotosh 
 Sitio Arqueológico Huaracayoc 
 Sitio Arqueológico Antash 1 
 Sitio Arqueológico Antash 2 
```

.COMPLEJO ARQUEOLÓGICO DE: Hatún Hirca 1,  Kollganán, Leglishpampa, Antash 1, Antash 2, Illauro y 
Las Tumbas de Ayán, Sua Corral, Hatun Hirca 2, Waricocha, Camón. (8 km)
. TEMPLO COLONIAL DE SANTA CLARA (Registrado por el INC-Ministerio de Cultura)

## Geografía
Tiene una extensión de 287,58 kilómetros cuadrados y una población aproximada de 4 586 habitantes.
Su capital ubicada a 3 318 m s. n. m. es la localidad de Huayllabamba.

## Autoridades

### Municipales
- 2011-2014[1]
  - Alcalde: Rodolfo Bonifacio Miranda, de la Lista independiente Unidad Huayllabamba (UH).
  - Regidores: Cipriano Víctor Estrada Domínguez (UH), Cestino Aranda Juanpedro (UH), Andrés Faustino Tantas Honorio (UH), Miliam Martínez Jesús (UH), Fredy Herrera Espinoza (Alianza para el Progreso).
- 2007-2010
  - Alcalde: Julio Arnulfo Azaña Domínguez.

## Festividades
- San Pedro de Huayllabamba 29 de junio